# Mimoň II

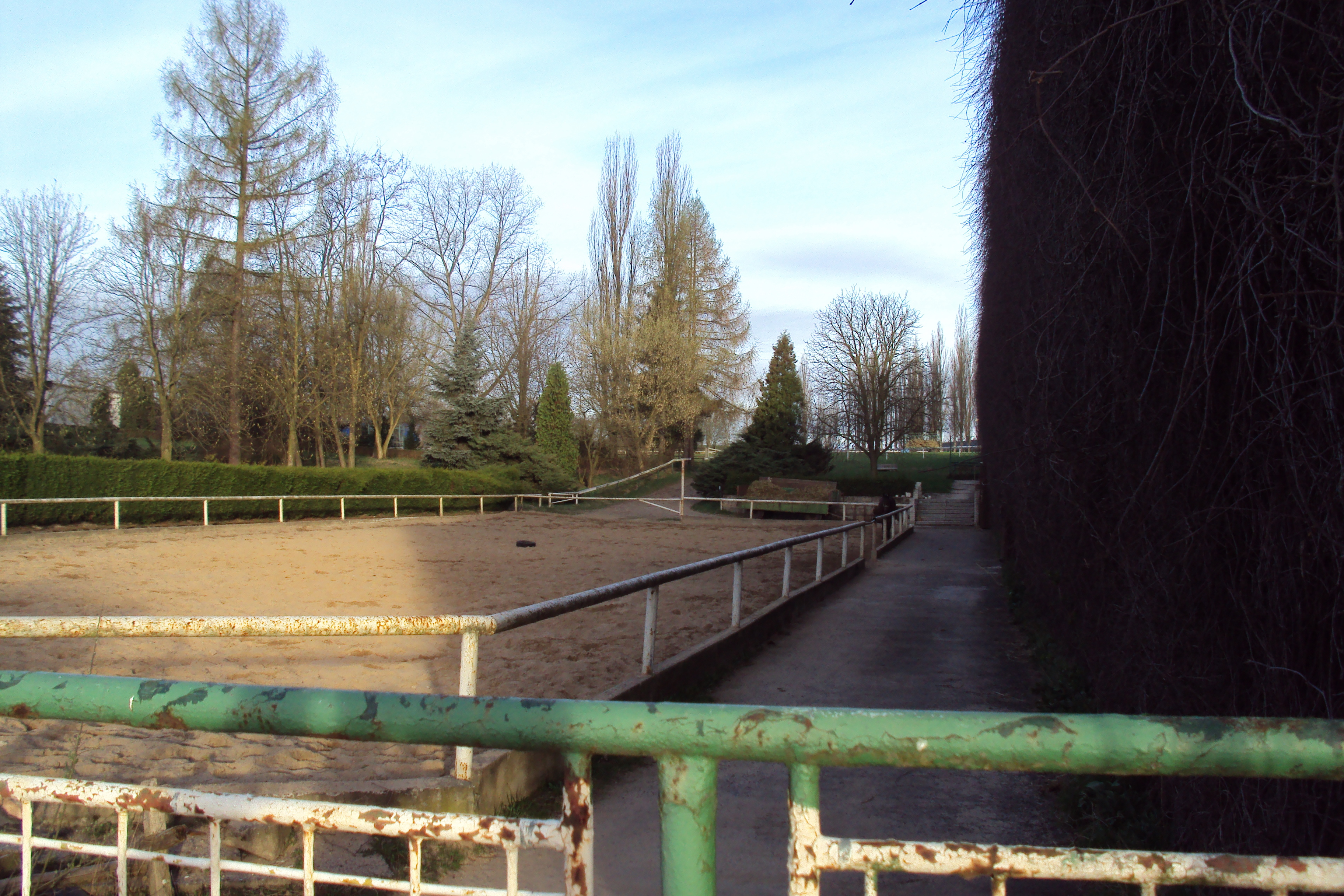
Gestüt Mimoň

Mimoň II (deutsch Niemes – II. Stadtteil) ist ein Ortsteil der Stadt Mimoň in Tschechien. Er liegt südlich des Stadtzentrums von Mimoň und gehört zum Okres Česká Lípa.

## Geographie
Mimoň II befindet sich rechtsseitig der Ploučnice in der Ralská pahorkatina (Rollberg-Hügelland). Er erstreckt sich südlich des Friedhofs und der Postbrücke. Durch den Ortsteil verläuft die Straße II/270 zwischen Mimoň und Doksy. Westlich erheben sich der Jelení vršek (Hirschhübel, 307 m) und der Liščí vrch (Fuchsberg, 321 m). Gegen Südwesten erstreckt sich das Waldgebiet Borečký les (Heiderevier).
Nachbarorte sind Mimoň III im Norden, Mimoň I im Osten, Mimoň VI im Südosten, Boreček im Süden, Brenná im Westen sowie Mimoň V im Nordwesten.

## Geschichte
Zum Ende des 19. Jahrhunderts erfolgte die Gliederung der Stadt Niemes in Stadtteile, einer davon war der II. Stadtteil. Im nördlichen Teil lag der Meierhof Niemes. 1897 wurde in dessen Nähe am Engelberg (Potoční) anstelle der Holsteschen Holzessigfabrik der Schlachthof Niemes errichtet. Außerdem bestand am Engelberg eine Bleicherei und Appretur. Durch den Stadtteil verlief die Bahnstrecke Böhmisch Leipa–Niemes.
1965 wurde auf dem Meierhofgelände das Gestüt Mimoň gegründet. 1991 hatte Mimoň II 225 Einwohner. Im Jahre 2001 bestand Mimoň II aus 84 Wohnhäusern, in denen 260 Menschen lebten. Insgesamt besteht der Ortsteil aus 106 Häusern.
In Mimoň II befinden sich das Gestüt Mimoň und die Rennbahn Mimoň. Die Bahnstrecke wird als Anschlussbahn für den Güterverkehr genutzt.

## Ortsgliederung
Der Ortsteil Mimoň II ist Teil des Katastralbezirks Mimoň. Er umfasst die Grundsiedlungseinheit Průmyslový obvod (Gewerbegebiet), den südlichen Teil von Mimoň-střed zwischen den Straßen Příkop und U Hřebčína sowie einen südlichen Teil von U nádraží um die Straße Příkop.
Im Stadtteil liegen die Straßen Horská, Nábřežní, náměstí Čsl. armády, Okrouhlická, Potoční, Příkop und U Hřebčína.